# Willian Popp
Willian Popp (født 13. april 1994) er en brasiliansk fodboldspiller. Han spiller for den Thailandske fodboldklub Muangthong United. Han har tidligere spillet i både den Brasilianske liga og den japanske J1 League.